# Girón (Valladolid)
El barrio de Girón de Valladolid es uno de los primeros barrios sociales que se edificaron en esta ciudad a principios de los años cincuenta del siglo veinte, destinados al realojo de familias de distintos lugares de la ciudad y provincia.

## Origen histórico
El barrio fue proyectado por el Instituto Nacional de la Vivienda de España durante los años 1950 y 1951 como barrio de "723 viviendas protegidas, Iglesia y centro parroquial, Grupos escolares, y centro sanitario" y fue inaugurado en el año 1955.

## Etimología
Su nombre se debe al ministro de Trabajo en el momento de la construcción del barrio, José Antonio Girón de Velasco.

## Situación
El barrio de Girón se encuentra en la zona oeste de la ciudad de Valladolid, a una altitud de unos 693 m s. n. m. en la parte más baja y 772 m s. n. m. en la cota más alta del cerro de las Contiendas. Pertenece al distrito 10 y a la zona estadística 24, junto con el nuevo barrio Villa del Prado y limita con otros barrios de la capital pucelana como Huerta del Rey, Villa del Prado y La Victoria. El territorio sobre el que se asienta está representado en la hoja 372 del Mapa Topográfico Nacional.

### Límites
Los límites de la zona estadística 24 según el Ayuntamiento de Valladolid, que incluyen el barrio Girón y Villa del Prado los marcan las calles: Autovía Puente Colgante, fin del término municipal (oeste), avenida Gijón, calle Morena, calle Mieses, calle Padre José Acosta, avenida Salamanca, Autovía Puente Colgante.

## Características
Diseñado por los arquitectos Ignacio Bosch Reitg, arquitecto de la Obra Sindical del Hogar y Julio González, se trata de un barrio de características constructivas y estilísticas muy peculiares. Construido todo él con ladrillo como material casi en exclusiva, los diferentes forjados son bóvedas tabicadas, reduciendo casi por completo el uso de acero y hormigón, escasos en la etapa de la postguerra.
El estilo es aún más sorprendente, si se compara con las barriadas de vivienda baja adosada de la época en la zona. Todas las fachadas se componen con gran sencillez, enfoscadas y encaladas en blanco, asimilándose más en estilo a la mitad sur de la península que al corazón de la meseta castellana.
El conjunto y su trazado urbanístico, enclavado en la falda del cerro de las Contiendas, desarrollándose por tanto en ladera, acaban de otorgarle su interesante aire pintoresco.
Es un barrio relativamente cercano al centro histórico, pero en su origen se trataba del barrio más alejado de la ciudad. Además, las comunicaciones por entonces eran complicadas puesto que sólo dos puentes, el Mayor y el Colgante, cruzaban el río Pisuerga y para llegar había que atravesar el actual barrio de Huerta del Rey, entonces, campos cultivo.

## Lugares y edificios de interés
El barrio de Girón, por su alejada localización inicial, fue concebido como un barrio autosuficiente, con los necesarios equipamientos para no tener que depender de la ciudad. De este modo el barrio adoptaba una gran similitud con un pueblo. Disponía de centro parroquial, dos colegios (uno masculino y otro femenino), un cine y dos plazas comerciales.

### Plaza Porticada

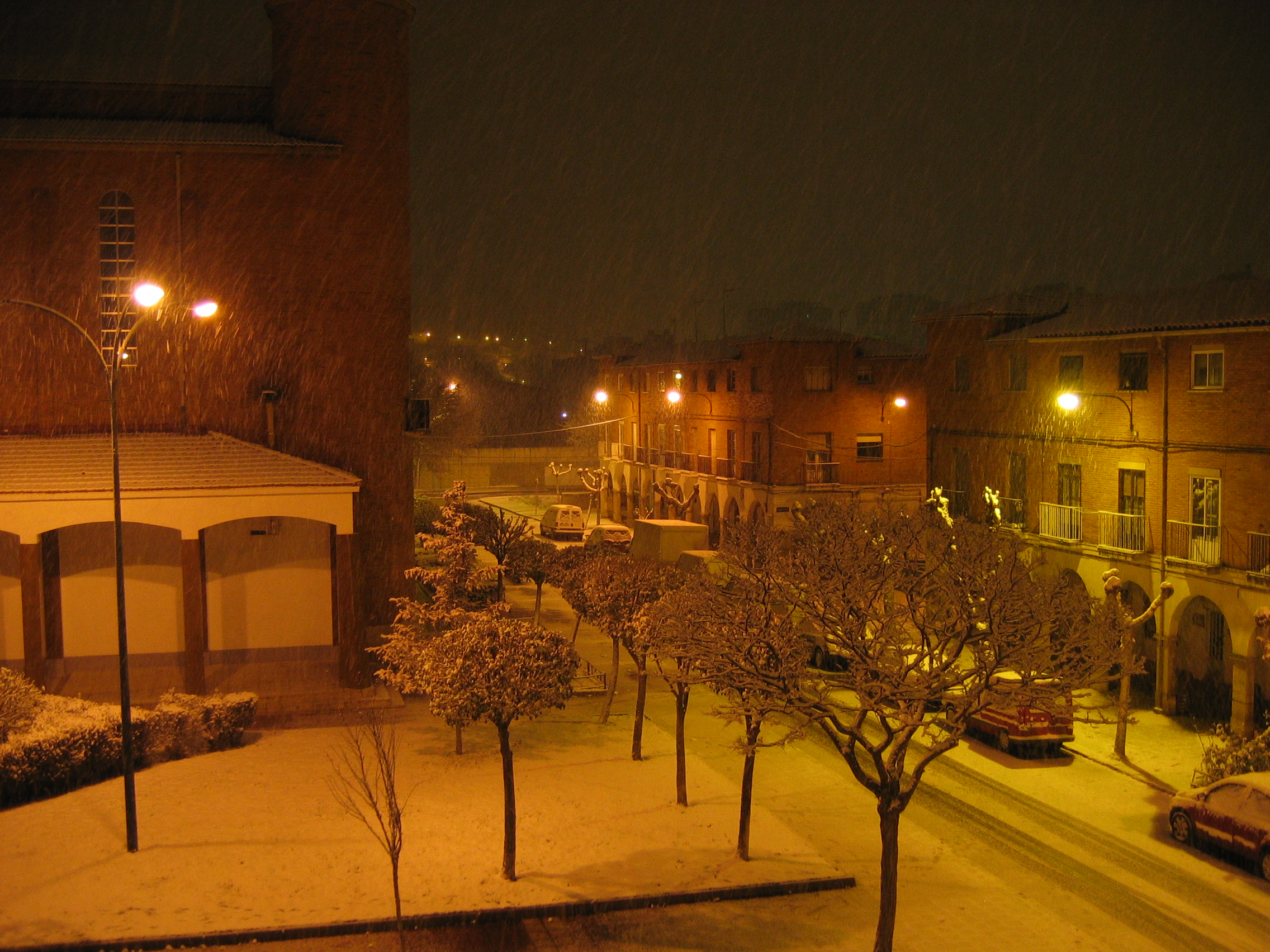
Plaza Porticada con la iglesia de San Pío X

Centro neurálgico del barrio, en ella se desarrollaba la mayor parte de la actividad comercial y social.
Debe su nombre a que en todo su perímetro se desarrolla un corredor de soportal.
Posee cerca de cuarenta viviendas con local comercial. Así pues, en los comienzos del barrio y hasta la década de los 80 del siglo pasado, en esta plaza se podían encontrar una gran variedad de establecimientos.
A finales del siglo XX, la actividad comercial fue decayendo progresivamente a medida que los propietarios de los negocios e inquilinos de las viviendas superiores llegaban a la jubilación, persistiendo en la actualidad tan solo dos establecimientos abiertos.
Además de albergar el comercio, en la plaza Porticada se sitúa el centro parroquial compuesto por iglesia y edificios anejos.

### Plaza Elíptica
Se configuró como la segunda plaza del barrio, también con locales comerciales, pero en este caso sin soportal. En este caso actualmente sólo sobrevive un único establecimiento abierto.
En su centro se localiza el único parque infantil con jardín del barrio.

### Iglesia parroquial de San Pío X
Es el mayor edificio del barrio. Visible prácticamente desde el río Pisuerga, se trata de un edificio de grandes dimensiones, construido íntegramente en ladrillo, con las mismas técnicas que el resto del barrio.
Con planta de cruz latina, pero orientado con el ábside hacia el oeste, posee dos torres circulares rematadas en punta en los pies, flanqueando la puerta principal, y una mayor a modo de campanario junto a la cabecera. Ésta nunca ha dispuesto de campanas.
Además, hacia el sur se abre un soportal hacia la plaza, por donde se realiza el acceso cotidiano al edificio.

### Grupos escolares
Otros equipamientos proyectados en origen fueron dos colegios, con idéntico proyecto de edificio, uno masculino y otro femenino.
De los dos permanece en pie el que fuera colegio masculino "El Empecinado". Aunque actualmente sin el uso originario, es sede de múltiples asociaciones, entre ellas la Asociación de Vecinos del barrio Girón "Valle de Olid".

### Cine Castilla
En la misma área dotacional en la que se encontraba el colegio masculino se localizó el cine Castilla. Singular equipamiento para un barrio tan pequeño, permaneció activo durante muy poco tiempo.
Tras su uso original, el viejo cine fue utilizado como sede de la Asociación de Vecinos del barrio hasta el año 1995, y por los miembros del Teatro Corsario hasta 1998.
Es propiedad de la Junta de Castilla y León desde el 12 de agosto de 1982, año en que el Ministerio de Cultura se la transfirió. En la actualidad está en estado de ruinas y su rehabilitación es una de las reivindicaciones históricas del barrio, que ha quedado reflejada en la película documental Scarlett en la calle del Olvido.Este edificio ha sido traspasado al Ayuntamiento de Valladolid en 2022, por parte de la Junta de Castilla y León, que lo rehabilitará y pasará a formar parte de las dotaciones municipales del barrio.

## Deporte
El barrio girón cuenta con el complejo deportivo Los Cerros. Fundado en 1995 con la edificación del pabellón polideportivo, sus orígenes se remontan a la década de los 70 del siglo XX, cuando se creó un campo de fútbol de tierra, donde jugaba sus partidos el equipo del barrio, C.D. San Pío X.
Desde el 20 de octubre de 2006, el antiguo campo de tierra se reinauguró con hierba artificial, y se construyó un nuevo campo de fútbol 7.
Actualmente el complejo es la sede del Club Deportivo San Pío X y del Dismeva Club Patinaje en Línea Valladolid, que compite en la Liga Nacional de División de Honor.
El complejo y el barrio se han convertido en un referente nacional en el ejercicio del hockey sobre patines.

## Eventos de interés

### Fiestas del barrio
Las fiestas del barrio actualmente se celebran sobre el 20 de junio. En un principio se celebraban alrededor de la festividad de San Pío X, advocación de la iglesia del barrio, el día 21 de agosto.

### La Semana Santa en el barrio Girón

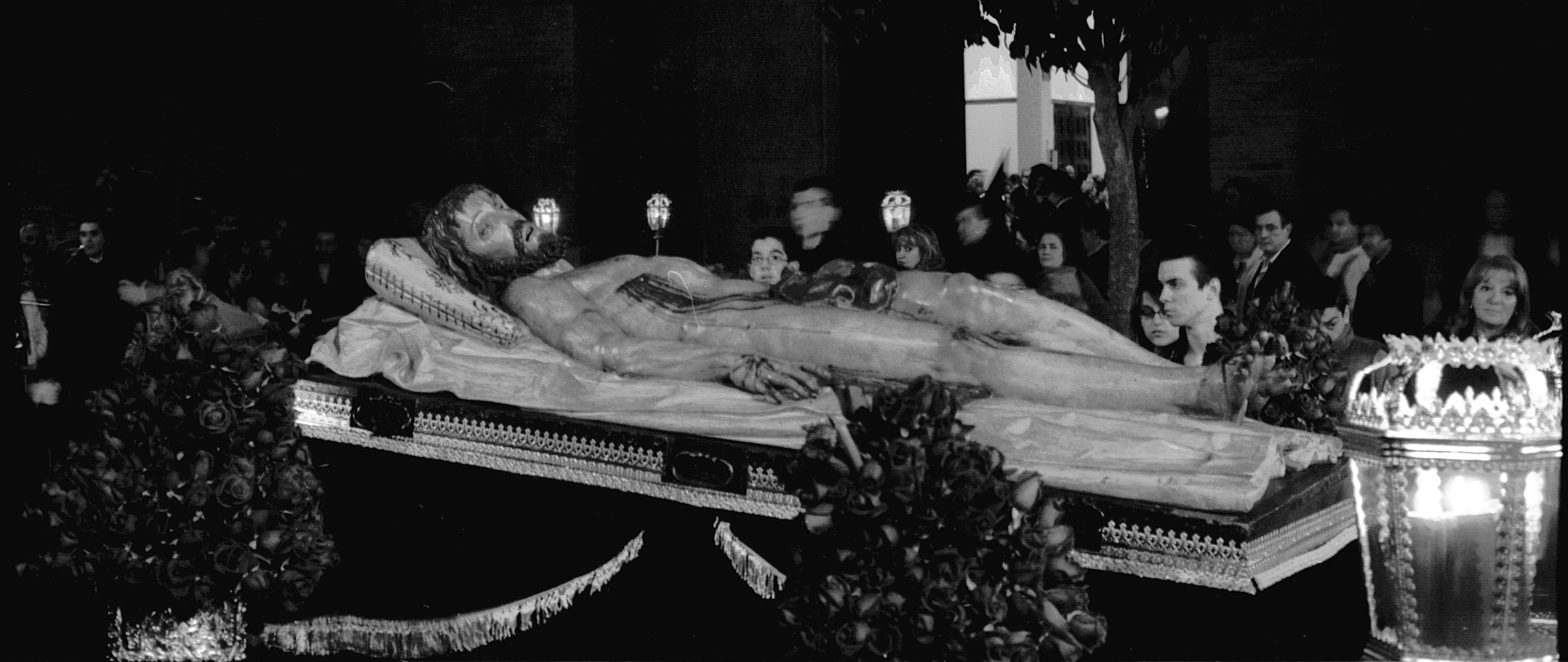
Fotografía de la entrada a hombros del Santo Cristo Yacente en la iglesia de San Pío X

Durante cincuenta años la Cofradía del Santo Entierro junto con una pequeña representación de otras cofradías procesionó en Jueves Santo hasta la iglesia parroquial de San Pío X. Se trataba de una procesión nocturna y de una gran solemnidad, en la que sólo rompía el silencio de los cofrades, que portan farolillos, el sonido de las colas de estos, las carracas y, cada poco, un bombo seco.
Portaban la imagen del Santísimo Cristo Yacente, obra del escultor lucense Gregorio Fernández, introduciéndola a hombros en la iglesia del barrio sobre las 2:00 horas de la madrugada, donde se rezaba un tradicional miserere.
El año 2015 la cofradía decidió reorientar la procesión de Jueves Santo, modificando su recorrido procesionando por las calles del centro de Valladolid.

### Girón en la gran pantalla
La historia del barrio Girón, centrada en el recorrido particular a través del tiempo del Cine Castilla, ha sido relatada en la película docuemntal Scarlett en la calle del Olvido, presentada en la 56.ª Semana Internacional de Cine de Valladolid, en su sección Work in progress.

## Transportes
El barrio se encuentra comunicado con el resto de la ciudad mediante autobús urbano, contando con tres paradas, dos en la avenida de los Cerros y una en la avenida de las Contiendas. Las líneas que llegan al barrio son:
- Autobuses de Auvasa diurnos: 3, C1 y C2
- Autobuses de Auvasa laborables: P3
- Autobuses de Auvasa matinales: M4
- Autobuses de Auvasa nocturnos: B2